# Howells
Howells – wieś w Stanach Zjednoczonych, w stanie Nebraska, w hrabstwie Colfax.